# Jennifer Finnigan
Jennifer Finnigan (Montreal, 22 de agosto de 1979) é uma atriz canadense.
Participou de vários seriados norte-americanos, como Committed, Crossing Jordan e The Dead Zone, além de estrelar a série dramática Close to Home.
Casou-se no dia 7 de junho de 2007 com o ator Jonathan Silverman na ilha de Mykonos, na Grécia. Os dois haviam se conhecido em um churrasco no ano de 2004. Eles têm uma filha, Ella Jack, nascida em setembro de 2017.

## Filmografia
| Ano           | Título                          | Papel                    | Notas             |
| ------------- | ------------------------------- | ------------------------ | ----------------- |
| 1998          | The Mystery Files of Shelby Woo | Christie Sayers          | 4 episódios       |
| 1999          | Big Wolf on Campus              | Vesper                   | 1 episódio        |
| 1999-2000     | Student Bodies                  | Kim McCloud              | 16 episódios      |
| 2000          | La Femme Nikita                 | Dory                     | 1 episódios       |
| 2000-2004     | The Bold and the Beautiful      | Bridget Forrester#3      | 469 episódios     |
| 2000          | Are You Afraid of the Dark?     | Tara Martin              | 1 episódios       |
| 2000          | The Fearing Mind                | -                        | 1 episódios       |
| 2000          | The Stalking of Laurie Show     | Laurie Snow              | TV                |
| 2000          | Largo Winch                     | Tamara Ross              | 1 episódio        |
| 2004          | Crossing Jordan                 | Dr. Devan Maguire        | 9 episódio        |
| 2005          | Committed                       | Marni Fliss              | 13 episódios      |
| 2005-2007     | Close to Home                   | Annabeth Chase           | 43 episódios      |
| 2005-2007     | The Dead Zone                   | Alex Sinclair            | 3 episódios       |
| 2006          | Nice Guys                       | Morgan                   | High Hopes        |
| 2008          | What Color Is Love?             | Nicole Alpern            | Playing for Keeps |
| 2008          | Beethoven's Big Break           | Lisa                     | V                 |
| 2008          | The Thacker Case                | Nancy Pepper             |                   |
| 2009          | Inside the Box                  | Lauren Thomas            | T.V               |
| 2010          | Better With You                 | Madeline "Maddie" Putney | T.V               |
| 2014          | Tyrant                          | Molly Al-Fayeed          | T.V               |
| 2017-Presente | Salvation                       | Grace Darrow             | Temporada 1, 2    |
| 2018          | Te amo pra Cachorro             | Kristie                  |                   |